# Carlo Lievore
Carlo Lievore (* 10. November 1937 in Carrè, Provinz Vicenza; † 9. Oktober 2002 in Turin) war ein italienischer Speerwerfer, der in den 1960er-Jahren aktiv war. 
Der vierfache Landesmeister nahm an zwei Olympischen Spielen teil.

## Sportliche Laufbahn
Für Carlo Lievore wurden folgende Jahresbestleistungen notiert:
| Jahr      | 1958  | 1960  | 1961  | 1962  | 1969  |
| Weite (m) | 80,72 | 83,60 | 86,74 | 83,65 | 80,80 |

Mit den am 1. Juni 1961 in Mailand geworfenen 86,74 m verbesserte er den zwei Jahre alten Weltrekord des US-Amerikaners Al Cantello um genau 70 cm.
Bei seinen internationalen Auftritten konnte er sein Leistungspotential jedoch nicht abrufen und blieb stets weit unter seinen Möglichkeiten:
- Olympische Spiele 1960 in Rom: Platz 9 (75,21 m)
- Olympische Spiele 1964 in Tokio: Platz 15 (70,88 m)
- EM 1958 in Stockholm: Platz 11 (68,88 m)
- EM 1962 in Belgrad: Platz 6 mit 76,25 m. Mit seinen in der Qualifikation geworfenen 80,20 m hätte er die Silbermedaille gewonnen.
- EM 1969 in Athen: Platz 12 (72,06 m)

Landesmeisterschaften: 
1960 (76,21 m), 1961 (75,48 m), 1964 (76,21 m) und 1969 (80,80 m)
Sein Bruder Giovanni Lievore war ebenfalls Speerwerfer. Im Oktober 2002 starb Carlo Lievore im Alter von 64 Jahren in Turin.